# CPanel
CPanel is een softwarepakket in de vorm van een webapplicatie. CPanel maakt het voor een webmaster of sysop mogelijk om eenvoudig een server op te zetten met websites, e-mailaccounts en DNS. Het beheer gebeurt via een webinterface.
CPanel maakt gebruik van scripts om de server te beheren, ondanks het open karakter van LAMP zijn deze scripts geen open source. Men logt in op een webgebaseerd paneel, dat de gebruikers en beheerders in staat stelt om via een gemakkelijke manier alle mogelijkheden van webhosting te beheren. De scripts zorgen voor de nodige veranderingen in de configuratiebestanden van Linux.